# Zerdahelyi család
A nyitrazerdahelyi nemes és gróf Zerdahelyi család egy régi eredetű, magyar nemesi család.

## Története
A Fejér vármegyében birtokos Bicskei családból származik. Bicskei István költözött át Nyitraszerdahelyre, ahonnan nevüket és előnevüket is vették, és később kastélyuk is épült ott. István unokája, Benedek, Nyitra vármegye alispánja volt. Az idők során nagy vagyont szereztek a Zerdahelyiek, Belesz, Csitár, Családka, Kálmánfalva, Nagyrépény, Nyitrasárfő, Szeptencújfalu és Nyitraszerdahely községekben földesúri jogokkal rendelkeztek.
Zerdahelyi Pál 1802. július 2-án grófi rangot kapott, de vele a grófság sírba is szállt 1824-ben.

## A család címere
Ifj. Reiszig Ede ezt írja:
Czímer: (nemesi) kékben, balra fordult ezüst holdsarló és hatszögű arany csillagtól kísért, hajlott pánczélos kar, könyökön íjjal átfűzve, markában három nyilat tart. Sisakdísz: czölöpösen állított pánczélos, nyilat tartó kar.

## Neves személyek
- Nyitraszerdahelyi Szerdahelyi Gábor (1660–1726) Jézus-társasági áldozópap és tanár
- Zerdahelyi Mihály (17. század eleje) nádori ítélőmester, Nyitra vármegye országgyűlési követe és alispánja
- Nyitraszerdahelyi Szerdahelyi Gábor (1742–1813) besztercebányai püspök
- Nyitra-szerdahelyi Zerdahelyi Lőrinc (1793-1858) táblabíró[1]
- Szerdahelyi Ede (1821–1906) magyar zongoraművész, honvédtiszt, az amerikai polgárháború hadnagya